# Paul Gaillard
Paul Lambert Gaillard (Den Haag, 15 mei 1862 – Heemstede, 16 februari 1935) was een Nederlands fluitist.
Hij was zoon van Abraham Johannes Leonardus Gaillard en Maria Paulina van Leeuwen. Hij is een halfbroer van musicus Abraham Johannes Gaillard. Hij trouwde in 1883 met Jacoba Sophia Rau.
Hij kreeg zijn muziekopleiding aan het Haags Conservatorium en was al vanaf zijn dertiende op de concertpodia te vinden. Hij speelde toen piccolo in een symfonie van Anton Rubinstein, die zelf dirigeerde. Daaropvolgend trad hij als violist toe tot de Franse Opera in die stad, werd saxofonist bij het orkest van de plaatselijke schutterij en speelde dwarsfluit tijdens concerten in Diligentia, Scheveningen (het badhuis) en Delft. In 1889 vertrok hij naar Sneek om er kapelmeester te worden van het schutterij-orkest aldaar, een functie die hij combineerde met het directeurschap van de stedelijke zang- en muziekschool en organist en beiaardier van de Hervormde Kerk (1890-1929) in Sneek. Hij bleef tot op late leeftijd musiceren, ook als violist en fluitist, maar moest er in 1929 in verband met een slechte gezondheid mee stoppen. Hij moest destijds ook zijn woning aan de Looxmagracht verkopen. Hij vertrok naar Den Haag, waar zijn vrouw in 1931 overleed; hijzelf overleed in Heemstede.
Hij schreef ook muziek. Van zijn hand zijn een Chansonnettemarsch (1889), een Physicafeestmarsch (1892, voor het veertigjarig bestaan van het Natuurkundig Genootschap), een Wilhelminamarsch (1900), een Baniermarsch (1901), een Gavotte (1903) en een gelegenheidscompositie Mars voor militaire muziek opgedragen aan het bestuur van de Zeilvereeniging Sneek (1910; Zeilvereenigingsmarsch).